# Messerschmitt-Bölkow-Blohm
Die Messerschmitt-Bölkow-Blohm GmbH (MBB) gehörte zu den größten deutschen Luft- und Raumfahrt- sowie Rüstungskonzernen. Zu ihren bekanntesten Produkten zählen die Hubschraubertypen Bo 105 und BK 117. Im Jahr 1989 übernahm die Daimler-Benz-Tochter DASA die MBB. Die heutige MBB SE ist kein Nachfolgeunternehmen der „alten“ MBB, sondern bekam ihren Namen durch die Übernahme eines ehemaligen Tochterunternehmens (MBB Gelma Industrieelektronik GmbH).

## Geschichte

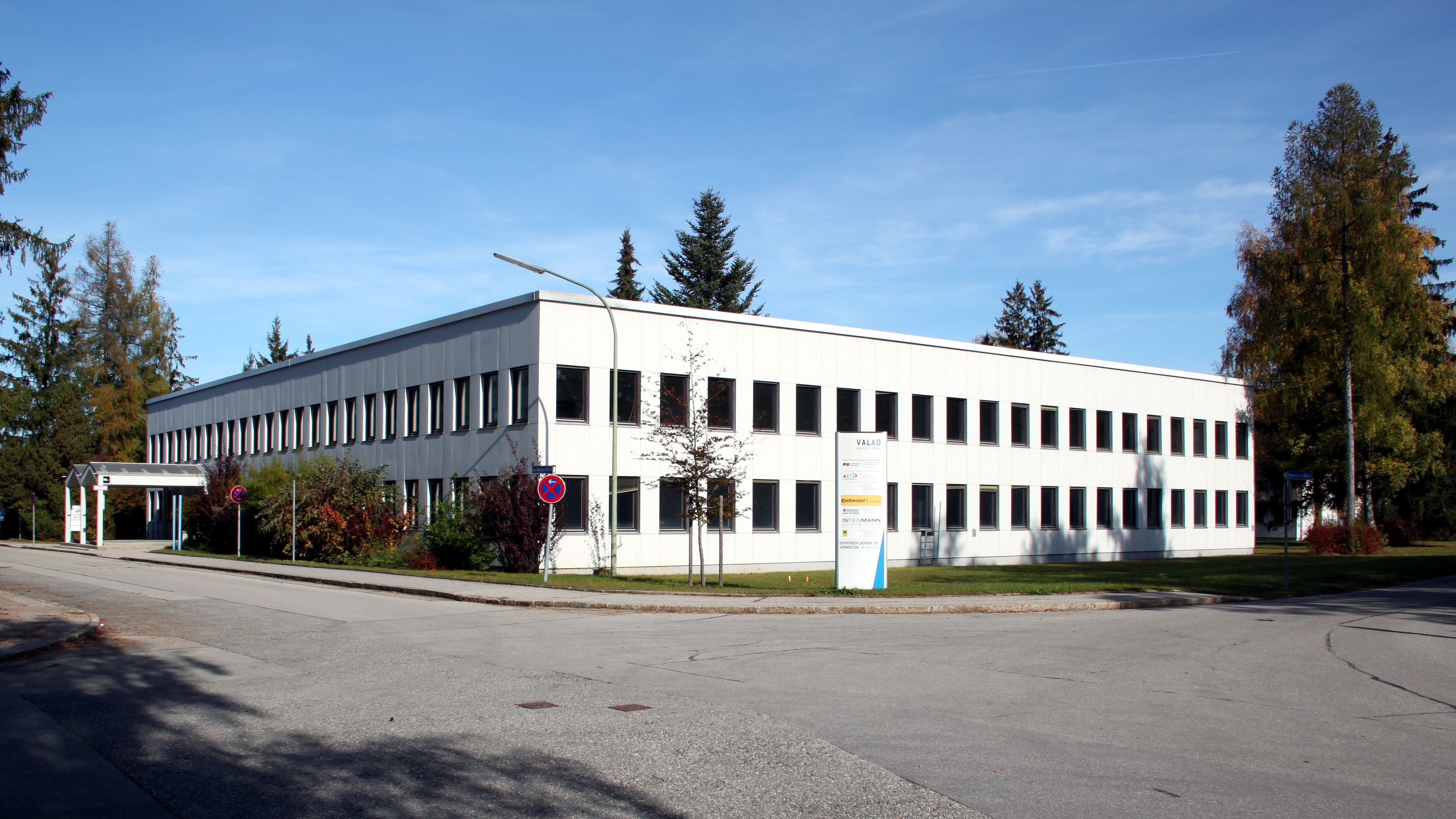
Ehemaliger Sitz der Geschäftsführung in Ottobrunn

Die Messerschmitt-Bölkow-Blohm GmbH entstand 1969 durch den Zusammenschluss der Bölkow GmbH mit der Messerschmitt AG und der anschließenden Übernahme der Hamburger Flugzeugbau GmbH, einer Tochter von Blohm + Voss.

### Messerschmitt-Bölkow GmbH
Vorausgegangen war am 1. November 1968 der Zusammenschluss der Bölkow GmbH und der Messerschmitt AG zur Messerschmitt-Bölkow GmbH.
Zur Messerschmitt-Bölkow GmbH, Ottobrunn und Lampoldshausen gehörten danach:
- 100 % Messerschmitt Werke – Flugzeug Union Süd GmbH, Augsburg, München und Manching
- 100 % Bölkow-Anlagen GmbH, Ottobrunn
- 100 % Entwicklungsring Süd GmbH, München und Manching
- 100 % Junkers Flugzeug- und Motorenwerke GmbH (JFM), München
- 100 % Waggon- und Maschinenbau GmbH Donauwörth (WMD), Donauwörth und Laupheim
- 100 % Siebelwerke-ATG GmbH (SIAT), Donauwörth
- 100 % FUS Avionics Inc., New York
- 96 % Bölkow-Apparatebau GmbH, Nabern und Schrobenhausen
- 50 % HANSA-Waggonbau GmbH, Bremen
- 50 % UVP Union für den Vertrieb der Produkte Bölkow-Nord Aviation, Paris
- 40 % Deutsche Airbus GmbH, München
- 33 1/3 % Panavia Aircraft GmbH, München
- 33 1/3 % Leichtflugtechnik Union GmbH, Bonn
- 33 1/3 % Hochleistungs-Schnellbahn Studiengesellschaft mbH, Ottobrunn
- 17 % Gesellschaft für Flugtechnik mbH (GfF),
- 13,5 % Hispano Aviación S.A. (HASA), Madrid
- 12 % Société Européenne pour l’Etude et l’Intégration des Systèmes Spatiaux (S.E.T.I.S.), Paris

Mitarbeiter: 12.020 (1968)

### Messerschmitt-Bölkow-Blohm GmbH
Nach der Übernahme der Hamburger Flugzeugbau GmbH am 14. Mai 1969 kamen folgende Beteiligungen hinzu:
- 100 % Hamburger Flugzeugbau GmbH (HFB), Hamburg-Finkenwerder und Stade
- 100 % Hansa Jet Corporation, New York
- 50 % Bayern-Chemie Gesellschaft für flugchemische Antriebe mbH, Aschau
- 50 % HANSA-Waggonbau GmbH, Bremen
- 50 % MIZ Materialinformationszentrum der Marine GmbH, Wilhelmshaven

Mitarbeiter: 19.255, Gesamtumsatz: 900 Millionen DM (1969)
Die Gesellschafter waren 1969: Familie Blohm 27,1 %, Willy Messerschmitt 23,3 %, Ludwig Bölkow 14,6 %, Boeing 9,7 %, Nord Aviation 9,7 %, Siemens 9,1 % und der Freistaat Bayern über die Bayerische Landesanstalt für Aufbaufinanzierung 6,4 %.

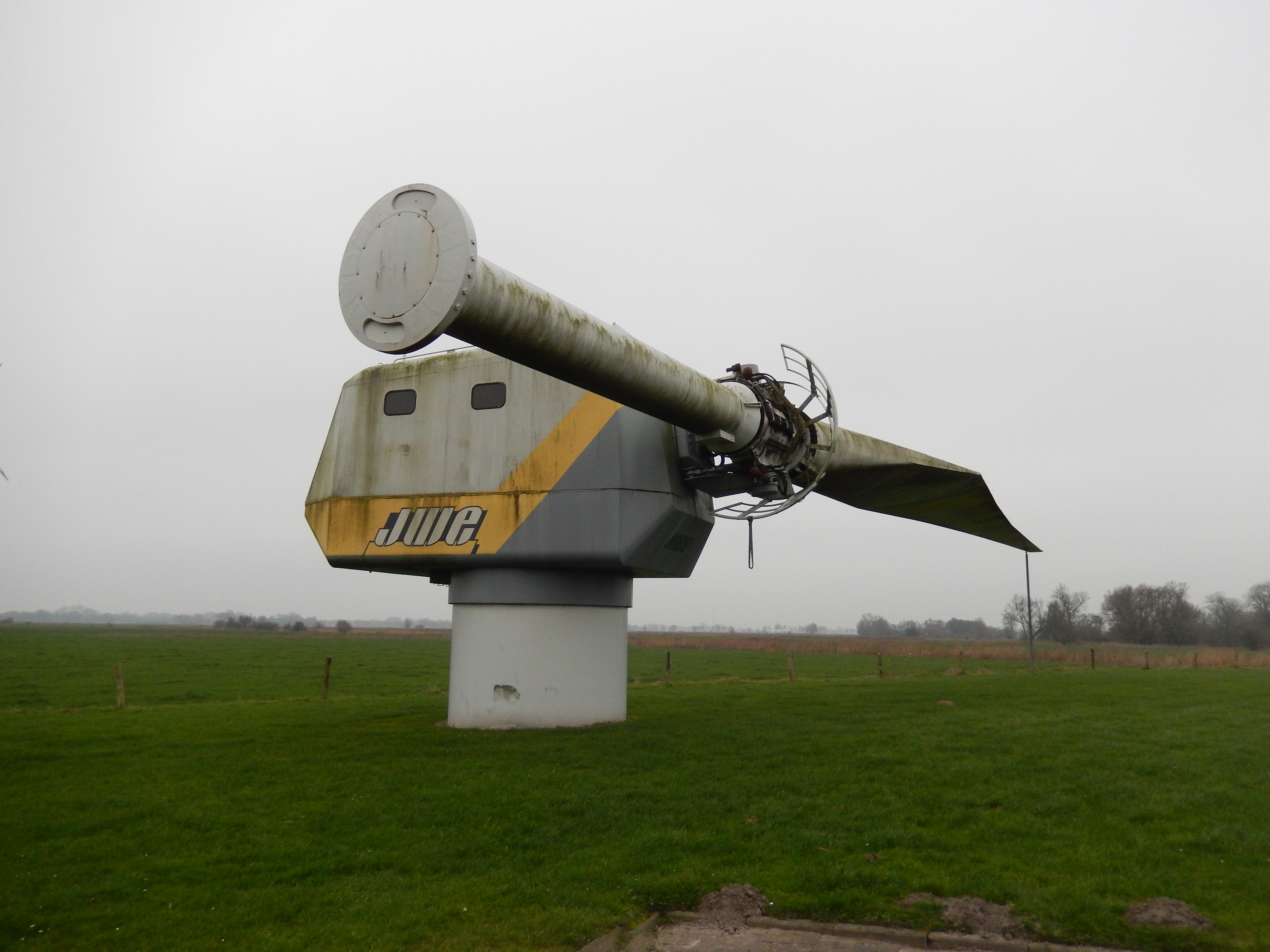
Ehemaliger MBB-Flügel in Wilhelmshaven

Im Auftrag des Bundesministeriums für Forschung und Technologie entwickelte MBB 1980 die Windenergieanlage Monopteros, einen Einflügler.
1981 übernahm MBB das Unternehmen Vereinigte Flugtechnische Werke, ein Nachfolger der Unternehmen Focke-Wulf, Focke-Achgelis und Weser-Flugzeugbau. Dadurch erweiterte sich der MBB-Konzern um folgende Unternehmen:
- 100 % Vereinigte Flugtechnische Werke GmbH (VFW), Bremen, Lemwerder, Speyer, Einswarden, Varel und Hoykenkamp
- 100 % ERNO Raumfahrttechnik GmbH, Bremen
- 100 % Rhein-Flugzeugbau GmbH (RFB), Mönchengladbach
- 100 % Elektro-Mechanischer Fluggerätebau GmbH, Hamburg (später Rhein-Flugzeugbau GmbH Zweigniederlassung Hamburg)
- 100 % Sportavia-Pützer GmbH & Co. KG, Dahlem/Eifel
- 50 % Henschel Flugzeugwerke AG, Kassel
- 35 % Deutsche Airbus GmbH, München

Mitarbeiter: 38.500, Gesamtumsatz: 4,3 Milliarden DM (1981)
Am MBB-Konzern waren dadurch beteiligt: Familie Werner Blohm 0,67 %, Messerschmitt Stiftung 6,75 %, Ludwig Bölkow 1,57 %, der Freistaat Bayern (direkt) 7,02 % sowie über die Bayerische Landesanstalt für Aufbaufinanzierung 16,50 %, die Freie und Hansestadt Hamburg über die Hamburger Gesellschaft für Beteiligungsverwaltung mbH (HGV) 18,23 %, die Siemens AG 7,5 %, die August Thyssen Hütte AG 7,5 % und Aérospatiale 10,69 % über die Fides Industrie-Beteiligungsgesellschaft, die Freie Hansestadt Bremen 3,80 % und die Friedrich Krupp AG 6,20 % über die VFW-Verwaltungsgesellschaft sowie die Allianz AG 6,78 % und die Robert Bosch GmbH 6,78 % über die ABM Beteiligungsgesellschaft.
1982 erwirtschaftete MBB einen Umsatz von 5,68 Milliarden DM und einen Jahresüberschuss von 60,1 Millionen DM.
Nach seinem Ausscheiden aus dem MBB-Vorstand (Dezember 1977) gründete Ludwig Bölkow 1983 die Ludwig-Bölkow-Stiftung mit Sitz in Ottobrunn. Ziel der Stiftung ist seitdem die Förderung nachhaltiger Energie- und Wirtschaftsstrukturen in allen gesellschaftlichen Bereichen, mit den Schwerpunkten Energie, Landwirtschaft und Mobilität.
1985 beteiligten sich über die BD-Industrie-Beteiligungsgesellschaft die Bayerische Vereinsbank AG und die Dresdner Bank AG mit je 5,0 % an MBB.
Mit der Gründung des Unternehmensbereichs Energie- und Industrietechnik 1985–1986, innerhalb des MBB-Konzerns, wurden neue Technologien wie effiziente Energie- und Automatisierungs-Technik in den Fokus der Geschäftstätigkeit gerückt.

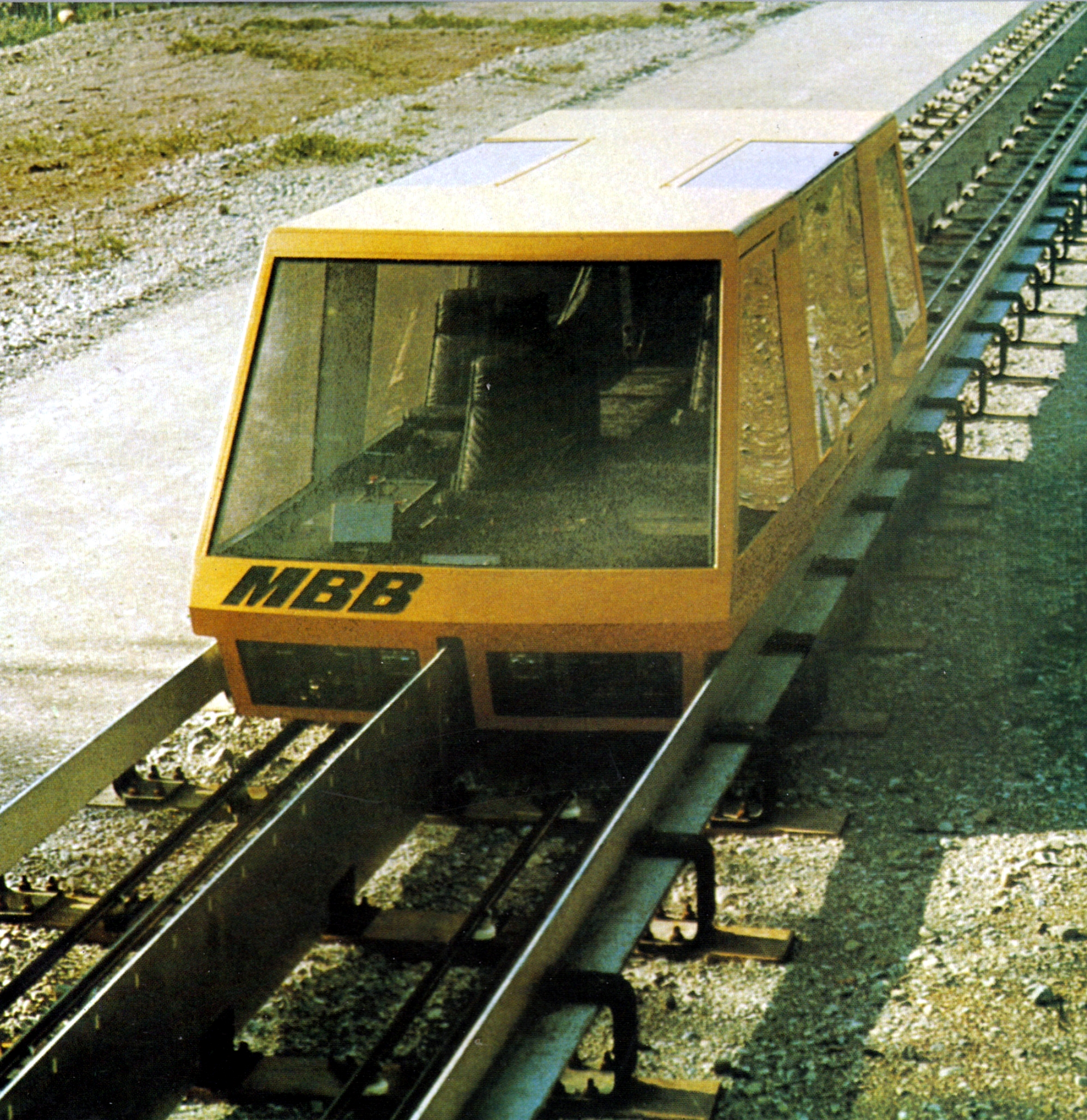
Magnetbahn auf der Versuchsstrecke in Ottobrunn (1974)

MBB war an der Entwicklung des Transrapid und des InterCityExperimental entscheidend beteiligt.

#### Tochter- und Beteiligungsunternehmen
Weitere Tochter- und Beteiligungsunternehmen der MBB waren u. a. Gelma Industrieelektronik GmbH, MBB Förder- und Hebesysteme GmbH, MBB-Kunststofftechnik GmbH, MBB Liftsysteme AG, MBB-Medizintechnik GmbH, MBB Wirtschaftsdienst GmbH, Conventional Munitions Systems Inc (CMS), Wolf Hirth GmbH, MPC Aircraft GmbH, COMLOG Gesellschaft für Logistik mbH, Transporter-Allianz (TRANSALL), Eurocopter Tiger GmbH, RTG Raketen Technik GmbH (heute: PARSYS GmbH), Eurogrip GIE, Euromissile GIE, Euromissile Dynamics Group (EMDG) GIE, Eurofighter Jagdflugzeug GmbH, RAM System GmbH, Eurosatellite Gesellschaft für Satellitentechnik mbH, GESAT Gesellschaft für die Vermarktung von Fernmeldesatelliten-Systemen mbH, Laser-Medizin-Zentrum GmbH, Solar-Wasserstoff-Bayern GmbH, Krauss-Maffei AG, Construcciones Aeronáuticas S.A. (CASA), Arianespace SA und Intospace GmbH (Stand 1989).

#### Skandal
Im August 1984 bestätigte MBB, zwei Transporthubschrauber für Regierungsmitglieder während des Ersten Golfkriegs in den Irak geliefert zu haben. 24 von der Construcciones Aeronáuticas S.A. (CASA) in Spanien in Lizenz gebaute Hubschrauber, ausgerüstet mit Oerlikon-Maschinenkanonen, wurden ebenfalls in den Irak geliefert.
Am 20. September 1984 wurde der MBB-Abteilungsleiter Manfred Rotsch, der auch mit der Entwicklung des Mehrzweck-Kampfflugzeugs Panavia Tornado befasst war, wegen Spionagetätigkeit für den sowjetischen Nachrichtendienst KGB verhaftet.

### Nachfolgeunternehmen
1989 übernahm die Daimler-Benz-Tochter DASA die MBB, diese hatte zu diesem Zeitpunkt ca. 40.000 Mitarbeiter und einen Umsatz von 7,1 Milliarden DM.
Die Messerschmitt-Bölkow-Blohm GmbH wurde 1992 vollständig in die DASA integriert und verschmolz auch gesellschaftsrechtlich mit ihr. Im Jahr 2000 wurde die DASA mit der französischen Aérospatiale-Matra und der spanischen CASA zum europäischen Luft- und Raumfahrtkonzern EADS – European Aeronautic Defence and Space Company (heute Airbus Group) vereinigt.
MBB, wie auch die DASA, waren jeweils die größten Rüstungsexporteure Deutschlands.

## Produkte bzw. Produktionsbeteiligungen
| - Hubschrauber Bo 105 - Panzerabwehrhubschrauber 1 - Hubschrauber MBB/Kawasaki BK 117 - Eurocopter Tiger - Tornado - Eurofighter - Airbus A300 - Airbus A310 - Airbus A320 - Transall C-160 - Fokker F28 - ESA Röntgensatellit EXOSAT - Airbag-Gasgeneratoren - Gasgeneratoren für Gurtstraffer - Betriebsdatenerfassungssystem BESSY - Medizin-Laser mediLas - Alpenflug | - Hochleistungsfernsehsatelliten TV-SAT 1 und 2 - Kommunikationssatellitenreihe Intelsat V - Kommunikationssatellitenreihe Intelsat VI - Wissenschaftssatellit ASTRO-SPAS - AZUR - Helios-Sonnensonden - Raumsonde Galileo - Spacelab - Ariane 1–4 - Windkraftanlage Monopteros - Abwasserreinigungssysteme - Geothermie-Projekte - Anaerobe Fermentation - Gülleentsorgung - Photovoltaikmodule auf Basis von amorphem Silizium | - Panzerabwehrlenkwaffe COBRA - Panzerabwehrlenkwaffe MILAN - Panzerabwehrlenkwaffe HOT - Flugabwehrrakete Roland - Reaktive Panzerbüchse Armbrust - MW-1 (Mehrzweckwaffe-1) - UAV Tucan in Kooperation mit Matra - Cabinentaxi Hagen - Cabinenlift Ziegenhain (Schwalmstadt) - Magnetschwebebahn Transrapid 05 - Disneyland Monorail System - Hochgeschwindigkeitszug InterCityExperimental und ICE 1 - Elektrotriebzug 420 - U-Bahn-Triebwagen A und B der U-Bahn München - 77 Personenwagen für MBTA in Boston (1987–1988) |

## Abspaltungen und Tochterunternehmen außerhalb der Luft- und Raumfahrttechnik

### MBB Business Development GmbH
Auf Initiative von langjährigen Bölkow- und MBB-Mitarbeitern wurde 1996 aus dem MBB-Unternehmensbereich Umwelttechnik die MBB Business Development GmbH (MBB-BD) gegründet, zu der die DASA eine Starthilfe gab. Etwa 40 aktive und pensionierte Mitarbeiter beteiligten sich an der MBB-BD. Projekte des Unternehmens waren unter anderem Abwasserreinigungsanlagen, Biogasanlagen und Solarparks. Die MBB baute bereits in den 1980er Jahren Photovoltaikmodule auf Basis von amorphem Silizium.
Das Vorhaben hatte jedoch keinen Erfolg und die neu gegründete Gesellschaft ging bereits im Dezember 1996 in Konkurs. Aus der MBB-BD löste sich im Oktober 1996 der Teilbereich Umweltsysteme und wurde zu einer eigenständigen Gesellschaft, der MBB Business Development Umweltsysteme GmbH.  Auch weitere Nachfolgegesellschaften, wie die MBB Projects GmbH, die MBB Clean Energy AG oder die MBB Sun AG, sind inzwischen aufgelöst.

### MBB Gelma Industrieelektronik GmbH
Betriebsdatenerfassungs-, Zeiterfassungs- und Zutrittskontroll-Systeme waren eine der Hauptaktivitäten des MBB-Unternehmensbereiches Kybernetik. Bei der Bölkow GmbH in Ottobrunn wurde schon in den 50er Jahren der erste Großversuch mit gleitender Arbeitszeit durchgeführt. In den 1970er Jahren versuchte sich MBB mit der Integration der Zeiterfassung in die EDV. Aus dieser Entwicklung entstand das „BESSY-System“. 1977 wurde die Firma Gelma (Gesellschaft für elektro-mechanische Apparate) zur Fertigung der BESSY-Anlagen von MBB erworben.
Die Nesemeier & Freimuth GmbH (heute MBB SE) erwarb 1997 von der DASA die Gelma Industrieelektronik GmbH. Im Jahr 2000 übernahm die DORMA-Gruppe zuerst 51 % der MBB Gelma Industrieelektronik GmbH und im Jahr 2002 schließlich die restlichen 49 % der Gesellschaft.

### MBB-Kunststofftechnik GmbH
Bereits 1954 interessiere sich Ludwig Bölkow an glasfaserverstärkten Kunststoffen (GFK) und an den damit verbundenen Möglichkeiten neuartiger Bauweisen und Fertigungsverfahren. In den folgenden drei Jahrzehnten wurden bei MBB auf allen Gebieten Faserverbundwerkstoffe verwendet (z. B. bei Rotorblätter für Windkraftanlagen und Hubschrauber, Segel- und Motorflugzeugen, Bodengruppen für Fahrzeuge, Decken- und Seitenwandverkleidungen bei Reisezug- und Triebwagen sowie bei Bauteilen für Militär- und Verkehrsflugzeugen, Hubschraubern, Flugkörpern und Satelliten).
Bei all diesen Aktivitäten war es nur eine logische Entwicklung, dass im Laufe der Zeit bei MBB ein Bereich Faserverbundwerkstoff (FVW) entstand: Die FVW-Projektgruppe des ehemaligen Unternehmensbereiches Drehflügler und Verkehr aus Ottobrunn ging nach einer kurzen Zwischenstation in Garching in das Gemeinschaftsunternehmen MBB-Kunststofftechnik GmbH (MKT) mit Sitz in Laupheim über, das 1985 zusammen mit Freudenberg gegründet wurde. Freudenberg war mit 24,9 % und MBB mit 75,1 % an dem Unternehmen beteiligt. Doch bereits zum 31. Dezember 1986 wurde der Joint Venture wieder beendet. MBB übernahm alle Anteile. Die MBB-Kunststofftechnik GmbH hörte auf zu existieren, als sie 1995 mit der DASA gesellschaftsrechtlich verschmolz.

### MBB Liftsystems AG und MBB Förder- und Hebesysteme GmbH
1933 wurde Henrich Focke aus der von ihm mitgegründeten Focke-Wulf-Albatros AG verdrängt. Er gründete 1937 die Focke, Achgelis und Co. GmbH in Ganderkesee (Hoykenkamp), die sich erst mit der Entwicklung, später auch mit der Fertigung von Hubschraubern (zum Beispiel Focke-Wulf Fw 61 und Focke-Achgelis Fa 223) beschäftige. Nach dem Krieg wurden an diesem Standort Wohnwagen und Förder- und Hebesysteme hergestellt. 1944 übernahm die Weser Flugzeugbau GmbH Focke-Achgelis. 1961 verschmolz die „Weserflug“ schließlich mit Focke-Wulf zu den Vereinigten Flugtechnischen Werken (VFW).
Durch die Fusion von MBB mit VFW entstanden an diesem Standort in den 80er Jahren die beiden Unternehmen MBB Liftsystems AG und die MBB Förder- und Hebesysteme GmbH aus dem MBB-Unternehmensbereich Sondertechnik.
Die MBB Liftsysteme AG und ihre im militärischen Bereich tätige Tochterfirma MBB Förder- und Hebesysteme GmbH wurden 1996 von der DASA an eine deutsche Investorengruppe verkauft. Im Zusammenhang mit einer Kapitalerhöhung kam 2001 ein französischer Investor dazu. Die MBB Liftsystems AG wurde im Dezember 2007 vom Salzburger Kranhersteller Palfinger übernommen, firmierte zuerst unter MBB Palfinger GmbH und heute unter dem Namen Palfinger Tail Lifts GmbH. Sie produziert in erster Linie Hebesysteme für Lastwagen und Kleintransporter. Die MBB Förder- und Hebesysteme GmbH (seit 2004 FHS Förder- und Hebesysteme GmbH) entwickelt innovative Sondertechniken. Im zivilen Bereich wurde in den 80er und 90er Jahren Windkraftanlagen entwickelt und produziert (zum Beispiel Monopteros, die mit nur einem Rotorblatt auskam). Im militärischen Bereich werden für die Luftwaffe, die Marine und das Heer innovative Sondertechniken (insbesondere in der Hebetechnik) entwickelt.
Mitte der 90er wurde von der DASA, bzw. von deren Vorstandsvorsitzenden Jürgen Schrempp das Programm „Dolores“ (Dollar Low Rescue) eingeführt – Daimler wollte sich mehr auf das Kerngeschäft konzentrieren. Es wurden über 16.000 Mitarbeiter bei der DASA entlassen; unter anderem wurde die Entwicklung von Windenergieanlagen und die Produktion bei MBB eingestellt.

### MBB-Medizintechnik GmbH
Mitarbeiter der Bölkow GmbH begannen 1968 die Wirksamkeit von Laserstrahlen zu untersuchen. Es entstand 1971 ein 25 Watt Nd:YAG-Laser zur Werkstoffbearbeitung. In Zusammenarbeit mit der Dermatologischen Abteilung der Biederstein-Klinik in Schwabing erhielt MBB 1971 den ersten Forschungsauftrag vom Bundesministerium für Bildung und Forschung. Für die chirurgische Medizin entwickelte MBB in den 1970er Jahren die „mediLas“-Geräte. 1975 konnte im Klinikum der Universität München erstmals Blutungen, insbesondere bei hämophilen Patienten nach Zahnextraktionen, zum Stillstand gebracht werden. 1977 wurden die ersten Blasentumore erfolgreich endovesikal zerstört. Die MBB-Medizintechnik GmbH wurde 1978 als selbstständige MBB-Tochter gegründet. Bereits 1987 waren weltweit mehr als 1.000 „mediLas“-Systeme von MBB verkauft worden. Die MBB-Medizintechnik GmbH wurde 1992 innerhalb der DASA mit den ähnlichen Aktivitäten der Dornier Medizintechnik GmbH verschmolzen. Die Dornier Medizintechnik GmbH wurde 1996 an die Singapore Technologies Pte. (heute Accuron Medical Technology Group) veräußert und firmiert heute unter Dornier MedTech GmbH.

### TEMIC MBB Mikrosysteme GmbH
Im MBB-Unternehmensbereich Verfahrens- und Kerntechnik befasste sich die MBB mit Mikromechanik, Radionuklidbatterien und Vakuum-Super-Isolation (VSI). Anfang der 1970er Jahre entwickelte MBB einen Montageautomaten, der Teile mit einer Präzision von mindestens einem Tausendstel montierte. Dieser Automat war in acht Achsen frei programmierbar und stellte eine Besonderheit unter den in der Welt bekannten Montageautomaten dar. Die Forschung und Entwicklung der Radionuklidbatterie wurde Ende der 1970er Jahre bei MBB wegen zu hoher Kosten und des Sicherheitsrisikos eingestellt. Aus der Vakuum-Super-Isolation entstanden in den 1980er Jahren mehrere Produktlinie (z. B. Thermosflaschen aus rostfreien Stahl und Großbehälter als Wärmespeicher).
1992 wurde innerhalb der DASA aus Teilbereichen des MBB-Unternehmensbereiches Verfahrens- und Kerntechnik und aus Teilbereichen der AEG die TEMIC MBB Mikrosysteme GmbH gegründet. Die TEMIC MBB Mikrosysteme GmbH wurde jedoch bereits 1995 wieder aufgespalten. Der Bereich Halbleitertechnik und integrierte Schaltkreise (CMOS ICs) wurden in die TEMIC Semiconductor GmbH und der Bereich Mikroelektronik in die TEMIC TELEFUNKEN microelectronic GmbH eingebracht. Die TEMIC Semiconductor GmbH wurde 1998 an Atmel verkauft. Ein Nachfolgeunternehmen, die Telefunken Semiconductors GmbH & Co. KG, ist seit 2014 insolvent. Die TEMIC TELEFUNKEN microelectronic GmbH wurde 2001 für rund 630 Millionen Euro von der Continental AG erworben und firmiert seitdem unter Conti Temic microelectronic GmbH.

### TEMIC Bayern-Chemie Airbag GmbH
Die erste Produktion von Airbag-Gasgeneratoren in Deutschland erfolgte 1981 in Werken der Bayern-Chemie GmbH in Aschau am Inn und in Ottobrunn. Bis Mitte Mai 1987 hatte die MBB-Tochter Bayern-Chemie bereits über 200.000 Airbag-Gasgeneratoren an die Automobilindustrie ausgeliefert. Ab 1985 konnte Bayern-Chemie auch Gasgeneratoren für Gurtstraffer anbieten. Im Juni 1992 wurde der gesamte Bereich Airbag-Gasgeneratoren und die damit verbundene Geschäftstätigkeit aus Aschau und Ottobrunn von der DASA in die neu gegründete Gesellschaft TEMIC Bayern-Chemie Airbag GmbH eingebracht – als direktes Tochterunternehmen des Daimler-Benz-Konzerns. Zum 1. Januar 1997 erwarb der amerikanische Technologie-Konzern TRW Inc. das Unternehmen. Im Mai 2015 übernahm die ZF Friedrichshafen den Bereich TRW Automotive der ehemaligen TRW Inc. Die ZF führt seither die Produktion der Airbag-Gasgeneratoren in Aschau als selbständigen Geschäftsbereich „Aktive und Passive Sicherheitstechnik“ fort.

## Vorsitzende der Geschäftsführung
- Ludwig Bölkow, Mai 1969 – Dezember 1977
- Helmut Langfelder, Januar – April 1978 (tödlich verunglückt am 6. April 1978 bei einem Hubschrauber-Absturz in Frankreich auf dem Werksgelände von Aérospatiale)
- Sepp Hort, Mai – August 1978 (kommissarische Leitung als stellvertretender Vorsitzender)
- Gero Madelung, September 1978 – Januar 1983
- Hanns Arnt Vogels, Februar 1983 – Oktober 1989